# Aixe-sur-Vienne
 Aixe-sur-Vienne  (en occitano Aissa) es una población y comuna francesa, en la región de Lemosín, departamento de Alto Vienne, en el distrito de Limoges. Es la cabecera y mayor población del cantón de su nombre.
Forma parte del Camino de Santiago (Via Lemovicensis).

## Demografía
| 3498 | 3745 | 4065 | 4819 | 5520 | 5566 | 5466 | 5498 |
| Para los censos de 1962 a 1999 la población legal corresponde a la población sin duplicidades (Fuente: INSEE [Consultar]) |      |      |      |      |      |      |      |